# 京都芸術大学
京都芸術大学（きょうとげいじゅつだいがく、英語: Kyoto University of the Arts）は、京都市左京区に本部を置く日本の私立大学である。1934年創立、1991年に大学設置。略称は瓜芸（うりげい）、KUA。旧大学名は京都造形芸術大学。

## 概観

### 大学全体
旧名称は京都造形芸術大学。1977年4月1日、京都服飾芸術学院と京都造形芸術学院を前身に「京都芸術短期大学」を設置。1991年に現在の四年制大学を設置。こども芸術大学（認可保育園）や、通信教育部の運営も行っている。
2025年現在、学長はグラフィックデザイナーの佐藤卓。2013年に大学のシンボルマーク（VI、ロゴマーク）をデザインしている。2025年現在、学校法人の理事長は徳山豊。大学設置の創設者は徳山詳直。
アートとデザインの力で社会を動かす人材を育成することを教育目標に掲げ、“社会と芸術”を重視した芸術教育を推進している。
学生と学外の企業や自治体との協業による実践的なプロジェクトが盛んであり、社会実装プログラム／マンデイプロジェクト／ULTRA PROJECT／国際交流プログラムなどのカリキュラムが組まれている。
全学共通工房ウルトラファクトリー、卒業制作展のアートフェア化、京都芸術大学と東北芸術工科大学の全学部生と院生を対象とした国立新美術館での学生選抜展「DOUBLE ANNUAL」などの特色を持っている。
開学30年目となる2020年4月1日付で、大学名を京都芸術大学に変更した。

## 所有施設

### 学内施設

#### 京都芸術劇場
- 大劇場「春秋座」
- 小劇場「studio21」

#### 楽心荘
能楽堂。常設の野外能舞台。松麟館（屋上）に所在。

#### 千秋堂
旧三和銀行支店ビルの建て替えに伴い、茶室「颯々庵」を瓜生山キャンパス内に移設。外壁のない茶室を受け入れるため千秋堂が建築された。

#### ギャルリ・オーブ
美術展示ホール。一部の展覧会では、キュレーション・広報物の作成・イベントの企画・展示・運営に至るまで学生が担当し、実践教育の場としても活用されている。

#### 芸術館
所蔵の4つのコレクションを軸に展示・保存・教育普及を行う博物館。博物館相当施設として認可されており、通学・通信教育において博物館実習等にも活用されている。

#### ULTRA FACTORY（ウルトラファクトリー）
全学共通工房かつ実践教育機関である。プロジェクト型実践教育プログラム「ULTRA PROJECT」を実施している。至誠館（2,3,4階）と人間館（地下2階）に所在。

#### 図書館
- 芸術文化情報センター（大学図書館）
- ピッコリー（こども図書館）

#### その他
- BREATH KUA
- 進々堂 京都芸術大学店（テナント）
- カフェ・ヴェルディ（移転[19]）

### 学外施設

#### 岩倉グラウンド
京都市左京区岩倉花園町。瓜生山キャンパスから約4km北に位置し、敷地面積は約18,500㎡。

#### 黒田村アートビレッジ
京都市右京区京北宮町笹部。横内敏人建築設計事務所が設計を担当した。穴窯などの陶芸工房が整備されている学外研修施設。通信教育部のスクーリングにも使用されている。

#### 康耀堂美術館
長野県茅野市豊平。長野県蓼科高原にある大学附属美術館。正式名称は京都芸術大学附属康耀堂美術館。千住博教授が館長を務める。近現代の日本画・洋画300点を収蔵。通信教育部のスクーリングにも使用されている。

## 教育および研究

### 組織

#### 学部

##### 芸術学部（通学）
- 美術工芸学科
  - 日本画コース
  - 油画コース
  - 写真・映像コース
  - 染織テキスタイルコース
  - 総合造形コース
  - アートプロデュースコース
  - 文化財保存修復・歴史遺産コース
- 情報デザイン学科
  - ビジュアルデザインコース
  - イラストレーションコース
  - ゲームクリエイションコース
  - 映像クリエイションコース
- キャラクターデザイン学科
  - キャラクターデザインコース
  - マンガコース
- プロダクトデザイン学科
  - プロダクトデザインコース
  - クロステックデザインコース
- 空間演出デザイン学科
  - 空間デザインコース
  - ファッションデザインコース
- 環境デザイン学科
  - 建築・インテリア・環境デザインコース
- 映画学科
  - 映画製作コース
  - 俳優コース
- 舞台芸術学科
  - 演技・演出コース
  - 舞台デザインコース
- 文芸表現学科
  - クリエイティブ・ライティングコース
- こども芸術学科
  - こども芸術コース

##### 芸術学部（通信教育部）
- 芸術教養学科
- 芸術学科
  - 芸術学コース
  - 歴史遺産コース
  - 和の伝統文化コース
- 文化コンテンツ創造学科
  - イラストレーションコース
  - 映像コース
  - グラフィックデザインコース
  - 書画コース
  - 食文化デザインコース
  - 文芸コース
  - アートライティングコース
  - 音楽コース（2026年度から）
- 美術科
  - 日本画コース
  - 洋画コース
  - 陶芸コース
  - 染織コース
  - 写真コース
- 環境デザイン学科
  - 建築デザインコース
  - ランドスケープデザインコース
  - 空間演出デザインコース

#### 研究科

##### 芸術研究科
- 修士課程
  - 芸術専攻
    - 芸術実践領域
      - 分野：油画、日本画、版画、写真・映像、彫刻･立体造形、陶芸、染織テキスタイル、パフォーマンス、キュレーション・アートライティング

    - 芸術文化研究領域
      - 分野：日本庭園研究、文化財保存修復、文化財科学、考古学、芸術理論・芸術史、文化研究、舞台演劇研究

  - 芸術環境専攻
    - 情報デザイン・プロダクトデザイン領域
      - 分野：情報デザイン、グラフィックデザイン、ビジュアルコミュニケーションデザイン、デザインプロデュース、プロダクトデザイン

    - 映像・メディアコンテンツ領域
      - 分野：アニメーション、キャラクターデザイン、ゲームデザイン、デジタルアート、映像、映画、コンテンツプロデュース

    - イラストレーション・パブリッシングデザイン領域
      - 分野：イラストレーション、ビジュアルアート、マンガ・コミックイラストレーション、絵本・ブックアート

    - 文化デザイン・芸術教育領域
      - 分野：社会人学習支援、こども芸術教育、福祉とアート、児童文化研究、サーキュラーデザイン、地域ブランディング、文化資源活用、アートプロデュース、アートプロジェクト

    - 建築・環境デザイン領域
      - 分野：建築デザイン、インテリアデザイン、ランドスケープデザイン、都市・地域デザイン、日本庭園（設計、保全、活用）

- 博士課程
  - 芸術専攻

##### 芸術研究科（通信教育）
- 修士課程
  - 芸術専攻
    - 学際デザイン研究領域
      - 分野：学際デザイン研究

    - コミュニケーションデザイン領域
      - 分野：グラフィックデザイン、映像デザイン、空間デザイン

    - 文芸領域
      - 分野：文芸

    - 芸術学・文化遺産領域
      - 分野：芸術理論、西洋美術史、日本・東洋美術史、歴史遺産、芸能史・伝統文化

    - 写真・映像領域
      - 分野：写真・映像

    - メディアコンテンツ領域
      - 分野：グラフィックデザイン

    - 美術・工芸領域
      - 分野：日本画、洋画、工芸デザイン

## 研究活動の特徴

### 附置機関
- アートコミュニケーション研究センター

- ICA京都

- ARTOTHÈQUE（アルトテック）

- 京都国際平和構築センター

- 京都伝統文化イノベーション研究センター（KYOTO T5）

- 知的財産センター

- 日本庭園・歴史遺産研究センター

- 舞台芸術研究センター

- 文明哲学研究所

- デザイン工芸研究センター

- 和太鼓教育センター
- 認可保育園こども芸術大学

#### アートコミュニケーション研究センター
対話型鑑賞教育プログラム（ACOP）を通じて、アートを生み出すことのできる主体的な鑑賞者の育成に取り組む。また、日本における対話型鑑賞の普及や質向上を目的に、実施者であるファシリテーターの養成を行う。

#### ICA京都
トークセッションの企画運営、批評やインタビューの掲載、アーティスト・イン・レジデンス⽀援、特別研究員の受⼊、ネットワーキング⽀援、ICA京都と特別研究員の共同研究などを行う。2025年4月1日より新体制に移行し、国際シンポジウム、アジア美術系大学学生会議を開催するほか、WEBジャーナルの配信を行う。

#### ARTOTHÈQUE（アルトテック）
京都芸術大学の卒展アートフェア化や、ARTISTS’ FAIR KYOTOを主導している。アーティストマネージメント、作品販売、アートフェア・企画展の運営、コーポレートコレクションのディレクションなどを行う。

#### 京都国際平和構築センター
国際平和と文化、安全保障、開発と貧困、環境保全の課題に対して、日本そして国際社会に情報や研究成果を提供し、国際社会の平和構築に貢献することを目的としている。国際連合、国際機関や国際NGOや日本の公的機関、大学や研究機関、民間企業などと協働し推進している。

#### 京都伝統文化イノベーション研究センター（KYOTO T5）
京都の職人や伝統文化をリサーチし、そのアーカイヴと記事の掲載、伝統文化の技術を用いた商品開発などを行う。

#### 日本庭園・歴史遺産研究センター
日本庭園部門では、文化財庭園の保存修復のほか、文化的景観や町家の保存活用等に関する調査・研究、現地指導を行っている。歴史遺産部門では、地域の活性化を目的として文化遺産の調査・研究と保護活動の支援、伝世品の調査や埋蔵文化財の保存処理などを行っている。

#### 舞台芸術研究センター
舞台芸術の創造過程の総体を研究対象とし、京都芸術劇場の企画・運営をプロデュースしている。

#### 文明哲学研究所
建学理念である「藝術立国」を目指し、芸術と科学の架橋、社会における芸術の役割、芸術がこころに及ぼす影響を、人文社会科学、行動科学など多面的なアプローチで明らかにすることを目的としている。

### その他
- 株式会社クロステック・マネジメント[33]
- 京都芸術大学 Art ＆ Biz ファンド[34]

## 産学公連携

### プロジェクト
- HAPii＋ 病院内のエントランスや待合室、新生児回復室、レントゲン室などの空間アート・デザインを行う[35][36]。
- UHA味覚糖（味覚糖株式会社）×京都芸術大学商品開発[37][38]
- リアルワークプロジェクト 小説と脚本を元に舞台作品の制作と上演を行う[39]。
- 粟田大燈呂 粟田神社の粟田祭における「夜渡り神事」大燈呂の構想と制作を行う[40]。
- 京都南座看板制作プロジェクト[41]
- フコクアトリウム空間プロデュース 大阪富国生命ビルのアトリウム空間を制作する[42]。
- DAISO（株式会社大創産業）×京都芸術大学商品開発[43]
- 亀岡市 廃校になった中学校の備品などをアップサイクルした家具や什器を制作する[44]。
- Neighbuddy（ネイバディ） miiboを採用しデジタルキャンパス局が開発した対話型AI[45][46] ウェアラブルデバイスをシャープ株式会社と共同開発[47]
- TOCHU ホールラブキョウト（株式会社CHIMASKI）×KYOTO T5共同開発[48]

#### ULTRA PROJECT
- PROJECT ULTRA-W
- やなぎPROJECT
- ULTRA_Sandwich #21[49]
- 明和電機UMEツアープロジェクト[50]
- BYEDIT（多田智美,竹内厚）
- BUYBYPRODUCTS PROJECT（副産物産店） 大学内で不要になった物や廃材などを用いてアップサイクル製品の開発や新しい素材の実験などを行う[51]。
- MILESTONES（株式会社細尾）
- フクセイクラブ（京都孔版）

## クラブ・サークル
学生会に所属するダンス部、軽音部、湯道部、茶道部など20団体から構成されたクラブ連盟がある。

## 行事・展覧会

### 行事

#### 大瓜生山祭（学園祭）
毎年11月に開催される学園祭。作品展示、教育活動の成果発表、学生主導イベントなどを行う。

#### 収穫祭
全国各地で開催される通信教育部主催のイベント。学生、卒業生、教員が交流し、ワークショップや特別講義、展覧会鑑賞、フィールドワークなどを行う。

### 展覧会

#### 卒業展・大学院修了展
毎年2月上旬に京都・瓜生山キャンパスにて開催される。アートフェア化、作品講評会、外部クリエイターを招いての特別レクチャーなども行われる。通信教育部は毎年3月上旬に開催される。

#### WEB卒業・修了制作展
通信教育課程の学生を対象に、キャンパスでの展示と同時に卒業制作や研究成果が公開され、アーカイブが行われている。通信教育課程WEB卒業・修了制作展にて2004年から公開されている。

#### DOUBLE ANNUAL
京都芸術大学と東北芸術工科大学の学内選抜展である。両校の学部生と院生を対象に、ディレクターによる審査を経て国立新美術館で出展される。

### 展示・イベント
出典:
- 甘い広告――大正・昭和の洋菓子にみるデザイン文化（展示）
- わらわらわらべ　饅頭食いと浮世絵・郷土人形の子どもたち（展示）
- 基礎美術コース 展示「　然らば　」（展示）
- 瓜生山サマーパーク（イベント）
- めにみえない みみにしたい（映像・舞台）
- 高槻城公園芸術文化劇場オープンデー ふらっと（イベント）
- 東京藝術学舎アートファクトリー2025 プレイヴェント（講座・講演）
- 猿翁アーカイブにみる三代目市川猿之助の世界 第十回フォーラム（講座・講演）
- 市川團子 新翔春秋会（映像・舞台）

## 基礎データ

### 所在地
- 瓜生山キャンパス（京都府京都市左京区北白川瓜生山2-116）
- 外苑キャンパス（東京都港区北青山1-7-15）
- 大阪サテライトキャンパス（大阪府大阪市北区小松原町2-4 大阪富国生命ビル5階）

### キャンパス

#### 京都・瓜生山キャンパス
- 使用学部：芸術学部
- 使用研究科：大学院芸術研究科
- 使用附属施設：
- 交通アクセス：叡山電鉄叡山本線・茶山・京都芸術大学駅（駅から東へ徒歩7分程度）

京都市バス・京都バス「上終町・瓜生山学園 京都芸術大学前」バス停すぐ。
キャンパスは、白川通り沿いの東山三十六峰の一つ、瓜生山の裾野から斜面一帯に位置し、既存樹木との共存が図られている。校舎は白川通り沿いから、瓜生山のかなり上の方まで広範囲に建てられており、高低差が激しい。だがエレベーターを乗り継げばかなりの場所に行くことができるようになっている。キャンパスの移動は極力バリアフリー化するようにしているものの、物理的な制限もあることからすべての場所がこのように整備されているわけではない。松麟館の屋上は展望台となっており、京都市街が一望できる。五山送り火のうち大文字を除く4山を同時に望むことができ、一部の場所からは大文字も望めるが、五山送り火の当日は抽選に当選した関係者だけが立ち入りを許される。
大学の改編に伴い、キャンパスの拡張・建替えが盛んで、歌舞伎やオペラなどにも対応した劇場「春秋座」をはじめ、大小様々な建物が建ち並んでいる。ランドスケープデザイン領域を擁する環境デザイン学科がキャンパス内の樹木のケアをしており、キャンパス内の赤松群は、東山のなかでは唯一に近い群生をみせている。2008年3月には建築家の隈研吾による新校舎「至誠館」が完成している。2019年7月には建築家の岸和郎による新校舎「望天館」が完成している。

#### 東京・外苑キャンパス
東京都港区北青山。東北芸術工科大学との共同設置。明治神宮外苑の一角に所在し、敷地面積は4,102㎡。

#### 大阪サテライトキャンパス
大阪府大阪市北区小松原町。大阪富国生命ビル内に所在し、教室面積は467㎡。

#### 上終キャンパス
京都市左京区北白川上終町。瓜生山キャンパスと幹線道路を挟んだ向かいに所在し、敷地面積は2,395㎡で4棟の校舎があるキャンパスとなっている。

#### 高原校舎
京都市左京区北白川高原町。建築家の岸和郎が設計を担当した。瓜生山キャンパスから西方に約500mはなれた場所に所在し、敷地面積は1,926㎡で4棟の建物は専用の撮影スタジオを備える映画学科の施設である。

### 沿革
出典:
- 1934年（昭和9年） - 藤川延子が藤川衣服研究所を設立。
- 1947年（昭和22年） - 財団法人藤川衣服研究所が認可（京都府公認）。
- 1951年（昭和26年） - 学校法人の認可。
- 1959年（昭和34年） - 学校名を藤川服飾学院に、学校法人名を藤川学園に改称。
- 1964年（昭和39年） - 藤川デザイン研究所を設立。
- 1967年（昭和42年） - 藤川デザイン研究所を藤川デザイン学院に変更。
- 1975年（昭和50年） - 藤川服飾学院を京都服飾芸術学院に、藤川デザイン学院を京都造形芸術学院に改称。
- 1977年（昭和52年） - 京都芸術短期大学開学（造形芸術学科）。京都服飾芸術学院、京都造形芸術学院を廃止。
- 1979年（昭和54年） - 法人名を学校法人瓜生山学園に変更。専攻科を設置（「学士」学位が取得可能になる）。
- 1991年（平成3年） - 京都造形芸術大学開学（芸術学部芸術学科、美術科、デザイン科）。
- 1996年（平成8年） - 大学院芸術研究科芸術専攻（修士課程）開設。
- 1998年（平成10年） - 通信教育部（芸術学部）3学科8コース設置。
- 2000年（平成12年） - 京都造形芸術大学と京都芸術短期大学を統合・再編（芸術学部芸術学科、美術科、デザイン科、京都芸術短期大学を、芸術学部芸術文化学科、歴史遺産学科、映像・舞台芸術学科、美術・工芸学科、空間演出デザイン学科、情報デザイン学科、環境デザイン学科とする）。大学院芸術研究科芸術専攻（修士課程）を芸術文化研究専攻（修士課程）、芸術表現専攻（修士課程）に再編。大学院に芸術専攻（博士後期課程）を設置。
- 2001年（平成13年） - 東京都中央区日本橋人形町に東京サテライトキャンパスを開設（通信教育部のスクーリング拠点）。京都芸術劇場を開設。京都芸術短期大学廃止認可。
- 2002年（平成14年） - 通信教育部（芸術学部）を3学科11コースへ改組。
- 2003年（平成15年） - 通信教育部（芸術学部）を3学科12コースへ改組。
- 2004年（平成16年） - 芸術学部の芸術文化学科を芸術表現・アートプロデュース学科に改組。芸術学部の芸術文化学科を廃止。通信教育部芸術学部の3学科11コースを3学科12コースに改組。
- 2005年（平成17年） - 大学院の研究領域として小学校就学前幼児教育機関であるこども芸術大学を設置。同年康耀堂美術館が寄附され京都造形芸術大学附属康耀堂美術館となる。
- 2006年（平成18年） - 芸術学部の芸術学科、美術科、デザイン科を廃止。
- 2007年（平成19年） - 芸術学部に映画学科、舞台芸術学科、こども芸術学科、キャラクターデザイン学科を設置。映像・舞台芸術学科の学生募集を停止。美術・工芸学科を美術工芸学科に改称（10学科29コースとなる）。通信教育部大学院芸術研究科芸術環境専攻（修士課程）を設置。社会芸術総合研究所を開設。
- 2009年（平成21年） - 10学科29コースを10学科31コースへ改組。通信教育部（芸術学部）の3学科12コースを3学科13コースへ改組。

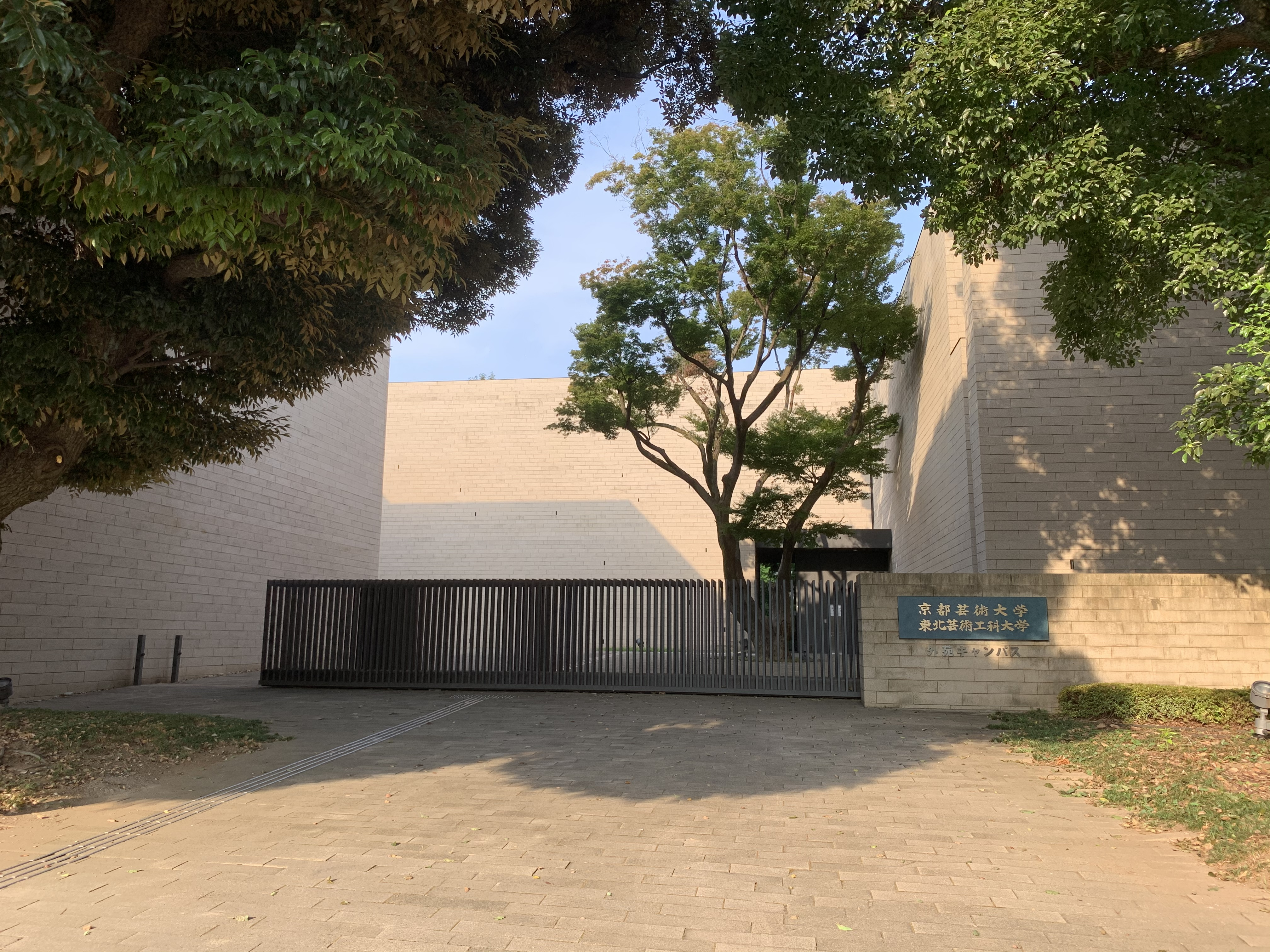
京都芸術大学・東北芸術工科大学　外苑キャンパス

- 2010年（平成22年） - 東京都港区北青山（神宮外苑）に外苑キャンパスを開設（東京サテライトキャンパスを移転）。
- 2011年（平成23年） - 芸術学部に文芸表現学科、プロダクトデザイン学科、マンガ学科を設置し、10学科31コースから13学科34コースへ改組。通信教育部芸術学部の3学科13コースを3学科14コースへ改組。
- 2013年（平成25年） - 芸術学部映像・舞台芸術学科を廃止し13学科34コースを13学科21コースに改組。通信教育部（芸術学部）に芸術教養学科を設置し、4学科13コースになる。学校法人京都国際観光文化学院と法人を統合し、京都芸術デザイン専門学校（旧・京都国際文化専門学校）、京都文化日本語学校が併設校となる。シンボルマークの変更、佐藤卓によるデザイン。
- 2014年（平成26年） - 芸術表現・アートプロデュース学科をアートプロデュース学科に改称。芸術教養センターを創造学習センターに改称。京都造形芸術大学創立者・徳山詳直逝去（10月20日）。
- 2015年（平成27年） - 大学院芸術研究科芸術文化専攻（修士課程）、芸術表現専攻（修士課程）を芸術専攻（修士課程）に改組。島根ものづくりセンターを島根県松江市に開設。
- 2017年（平成29年） - 芸術学部13学科21コースを13学科22コースへ改組。
- 2018年（平成30年） - 芸術学部13学科22コースを13学科23コースへ改組。
- 2019年（平成31年） - 京都造形芸術大学附属高等学校を開校。
- 2020年（令和2年） - 京都芸術大学に名称変更。附属高等学校を京都芸術大学附属高等学校に改称。
- 2024年（令和6年） - 情報デザイン学科を4コース（ビジュアルデザイン・イラストレーション・ゲームクリエイション・映像クリエイションコース）化[62]。クロステックデザインコースをプロダクトデザイン学科へ改組。通信教育課程に食文化デザインコースを新設[63]。
- 2025年（令和7年） - 通信教育課程のイラストレーション、映像、グラフィックデザイン、書画、食文化デザイン、 文芸、アートライティングを文化コンテンツ創造学科に、建築デザイン、ランドスケープデザイン、空間演出デザインを環境デザイン学科に改組[64]。

### かつての学部・コース

#### 2007 - 2010年度の入学者
- 芸術学部（通学）
  - 芸術表現・アートプロデュース学科
    - 芸術表現・アートプロデュースコース
    - クリエイティブ・ライティングコース

  - 歴史遺産学科
    - 文化遺産コース
    - 文化財保存修復コース

  - 映画学科
    - 映画監督コース
    - 映画技術コース
    - プロデュースコース
    - 映画俳優コース

  - 舞台芸術学科
    - 舞台芸術コース
    - 演技演出コース
    - ダンスコース
    - 舞台デザインコース

  - 美術工芸学科
    - 日本画コース
    - 洋画コース
    - 立体造形コース
    - 陶芸コース
    - 染織テキスタイルコース

  - こども芸術学科
    - こども芸術コース

  - キャラクターデザイン学科
    - アニメディレクションコース
    - キャラクターデザインコース
    - CGデザインコース

  - 情報デザイン学科
    - コミュニケーションデザインコース
    - イラストレーションコース
    - 映像メディアコース
    - プランニングディレクションコース
    - 先端アートコース

  - 空間演出デザイン学科
    - 空間デザインコース
    - ファッションデザインコース
    - プロダクトデザインコース

  - 環境デザイン学科
    - 環境デザインコース
    - 建築デザインコース
    - インテリアデザインコース
    - ランドスケープデザインコース

#### 2011 - 2012年度の入学者
- 芸術学部（通学）
  - 美術工芸学科
    - 日本画コース
    - 油絵コース
    - 染織テキスタイルコース
    - 現代美術コース
    - 総合造形コース
    - 写真コース

  - マンガ学科
    - マンガコース

  - キャラクターデザイン学科
    - アニメディレクションコース
    - キャラクターデザインコース
    - CGデザインコース

  - 情報デザイン学科
    - コミュニケーションデザインコース
    - イラストレーションコース
    - 映像メディアコース
    - 先端表現デザインコース

  - プロダクトデザイン学科
    - 生産デザインコース
    - くらしプロダクトコース

  - 空間演出デザイン学科
    - 空間デザインコース
    - ファッションデザインコース
    - ジュエリー＆アクセサリーコース

  - 環境デザイン学科
    - 建築コース
    - インテリアデザインコース
    - ランドスケープデザインコース

  - 映画学科
    - 映画監督コース
    - 映画技術コース
    - プロデュースコース
    - 映画俳優コース

  - 舞台芸術学科
    - 演技演出コース
    - 舞台デザインコース
    - ダンスコース

  - 文芸表現学科
    - クリエイティブ・ライティングコース

  - 芸術表現・アートプロデュース学科
    - 芸術表現・アートプロデュースコース

  - こども芸術学科
    - こども芸術コース

  - 歴史遺産学科
    - 文化財保存修復コース
    - 文化遺産コース

#### 2013年度の入学者
- 芸術学部（通学）
  - 美術工芸学科
    - 日本画コース
    - 油絵コース
    - 染織テキスタイルコース
    - 現代美術コース
    - 総合造形コース

  - マンガ学科
    - ストーリーマンガコース

  - キャラクターデザイン学科
    - キャラクターデザインコース

  - 情報デザイン学科
    - 情報デザインコース
    - イラストレーションコース

  - プロダクトデザイン学科
    - プロダクトデザインコース

  - 空間演出デザイン学科
    - 空間デザインコース
    - ファッションデザインコース

  - 環境デザイン学科
    - 建築・インテリア・環境デザインコース

  - 映画学科
    - 映画制作コース
    - 俳優コース

  - 舞台芸術コース
    - 演技・演出コース
    - 舞台デザインコース

  - 文芸表現学科
    - クリエイティブ・ライティングコース

  - 芸術表現・アートプロデュース学科
    - 芸術表現・アートプロデュースコース

  - こども芸術学科
    - こども芸術コース

  - 歴史遺産学科
    - 文化財保存修復・歴史文化コース

#### 2014 - 2022年度の入学者
- 芸術学部（通学）
  - 美術工芸学科
    - 日本画コース
    - 油画コース
    - 写真・映像コース（2017年度～）
    - 染織テキスタイルコース
    - 総合造形コース
    - 基礎美術コース（2017～2022年度）

  - マンガ学科
    - ストーリーマンガコース（～2020年度）
    - マンガコース（2021～2022年度）

  - キャラクターデザイン学科
    - キャラクターデザインコース
    - マンガコース（2023年度～）

  - 情報デザイン学科
    - ビジュアルコミュニケーションデザインコース（2017年度～）
    - イラストレーションコース
    - クロステックデザインコース（2018年度～）

  - プロダクトデザイン学科
    - プロダクトデザインコース

  - 空間演出デザイン学科
    - 空間デザインコース
    - ファッションデザインコース

  - 環境デザイン学科
    - 建築・インテリア・環境デザインコース

  - 映画学科
    - 映画製作コース
    - 俳優コース

  - 舞台芸術学科
    - 演技・演出コース
    - 舞台デザインコース

  - 文芸表現学科
    - クリエイティブ・ライティングコース

  - アートプロデュース学科
    - アートプロデュースコース

  - こども芸術学科
    - こども芸術コース

  - 歴史遺産学科
    - 文化財保存修復・歴史文化コース

### かつての通信教育部

#### 2012 - 2013年度の入学者
芸術学部（通信教育部）
- 芸術学科
  - 芸術学コース
  - 文芸コース
  - 歴史遺産コース
  - 和の伝統文化コース
- 美術科
  - 日本画コース
  - 洋画コース
  - 陶芸コース
  - 染織コース
  - 写真コース
- デザイン科
  - 情報デザインコース
  - 建築デザインコース
  - 空間演出デザインコース
  - ランドスケープデザインコース
- 芸術教養学科（2014年度から）

#### 2014 - 2023年度の入学者
芸術学部（通信教育部）
- 芸術学科
  - 芸術学コース
  - 歴史遺産コース
  - 文芸コース
  - 和の伝統文化コース
  - アートライティングコース（2021年度から）
- 美術科
  - 日本画コース
  - 洋画コース
  - 陶芸コース
  - 染織コース
  - 写真コース
  - 書画コース（2022年度から）
- デザイン科
  - 建築デザインコース
  - ランドスケープデザインコース
  - 空間演出デザインコース
  - イラストレーションコース（2021年度から）
  - 情報デザインコース（2023年度には存在せず）
- 芸術教養学科

### かつての大学院・研究科

#### 2011年度
- 芸術研究科
  - 芸術文化研究専攻（修士課程）
  - 芸術表現専攻（修士課程）
  - 芸術環境専攻（修士課程／通信教育）
    - 芸術環境研究領域
      - 芸術学分野
      - 歴史遺産分野
      - 文芸分野
      - 芸術環境計画分野

    - 美術・工芸領域
      - 日本画分野
      - 洋画分野
      - 陶芸分野
      - 染織分野

    - 環境デザイン領域
      - 日本庭園分野（2011年度以前は庭園・ランドスケープデザイン分野）

#### 2012年度 - 2014年度の入学者
- 芸術研究科
  - 芸術文化研究専攻（修士課程）
    - 芸術文化研究領域
    - 歴史遺産研究領域

  - 芸術表現専攻（修士課程）
    - 総合造形領域
    - ペインティング領域
    - 映像メディア領域
    - ビジュアルクリエーション領域
    - デザイン領域
    - 建築・ランドスケープデザイン領域
    - 映画領域
    - 舞台芸術領域
    - 芸術教育領域
    - 文芸表現領域

  - 芸術環境専攻（修士課程／通信教育）
    - 芸術環境研究領域
      - 美学・芸術理論分野
      - 西洋美術史分野
      - 日本美術史分野
      - 日本芸能史分野
      - 日本文化史分野
      - 喫茶文化史分野
      - 文芸研究分野
      - 創作文芸分野
      - 芸術計画・教育普及分野

    - 美術・工芸領域
    - 環境デザイン領域

  - 芸術専攻（博士後期課程）

#### 2015年度 - 2016年度
- 芸術研究科
  - 芸術専攻（修士課程・博士後期課程）
    - 芸術文化研究領域
    - 歴史遺産研究領域
    - 総合造形領域
    - ペインティング領域
    - ビジュアルクリエーション領域
    - デザイン領域
    - 建築・ランドスケープデザイン領域
    - 映画領域
    - 舞台芸術領域
    - 文芸表現領域

  - 芸術環境専攻（修士課程／通信教育）
    - 芸術環境研究領域
    - 美術・工芸領域
    - 環境デザイン領域

#### 2017年度
- 芸術研究科
  - 芸術専攻（修士課程／博士後期課程）
    - 芸術文化研究領域
    - 歴史遺産研究領域
    - 総合造形領域
    - ペインティング領域
    - ビジュアルクリエーション領域
    - デザイン領域
    - 建築・ランドスケープデザイン領域
    - 映画領域
    - 舞台芸術領域
    - 文芸表現領域

  - 芸術環境専攻（修士課程／通信教育）
    - 芸術環境研究領域
    - 美術・工芸領域
    - 環境デザイン領域
    - 超域プログラム

#### 2018年度
- 芸術研究科
  - 芸術専攻（修士課程・博士後期課程）
    - 芸術文化領域
    - 歴史遺産研究流域
    - 総合造形領域
    - ペインティング領域
    - ビジュアルクリエーション領域
    - デザイン領域
    - 建築・ランドスケープデザイン領域
    - 映画領域
    - 舞台芸術領域
    - 文芸表現領域

  - 芸術環境専攻（修士課程／通信教育）
    - 芸術環境研究領域
    - 美術・工芸領域
    - 環境デザイン領域
    - 超域プログラム

## 附属学校
- 京都芸術大学附属高等学校（2020年4月1日以前は京都造形芸術大学附属高等学校）

## 対外関係

### 連携協定
※包括連携協定を含む
- 亀岡市（京都府）
- 株式会社読売新聞社大阪本社（大阪府）
- 国土交通省近畿運輸局京都運輸支局
- 湧水町（鹿児島県）
- 丸石製薬株式会社（大阪府）
- 叡山電鉄株式会社（京都府）
- 茨木市（大阪府）
- 左京税務署（京都府）
- 農林水産省近畿農政局 (京都府）
- 天草市（熊本県）
- 隠岐郡海士町（島根県）
- 青森市
- 株式会社ヴェルディ

### 他大学との協定
- 大学コンソーシアム京都
- 国立大学法人島根大学

#### 学生交流協定締結校（交換留学が可能な協定校）
- 韓国
  - 弘益大学校（ソウル）
  - 韓国芸術総合学校（ソウル）
- 台湾
  - 国立台北芸術大学（台北）
- オーストリア
  - ウィーン美術アカデミー（ウィーン）
- スイス
  - チューリッヒ芸術大学（チューリッヒ）
  - ジュネーブ造形芸術大学（ジュネーブ）
- チェコ
  - プラハ美術工芸大学（プラハ）
  - 国立芸術アカデミー映画学部（プラハ）
- ドイツ
  - ヴァイセンゼー美術大学（ベルリン）
- フィンランド
  - サヴォニア応用科学大学デザイン学部（クサピオ）
  - ヘルシンキ・メトロポリア応用科学大学（ヘルシンキ）
- フランス
  - 国立高等装飾美術学校（パリ）
  - 国立高等写真学校（アルル）
- イギリス
  - グラスゴー美術学校（グラスゴー）
  - ボーンマス芸術大学（ボーンマス）
  - ノッティンガム・トレント大学（ノッティンガム）
  - ロンドン芸術大学チェルシー、キャンバーウェル、ウィンブルトン・カレッジ・オブ・アーツ（ロンドン）
- イタリア
  - ボゼン・ボルツァーノ自由大学（ボルツァーノ）
  - ミラノ新美術アカデミー（ミラノ）
- スウェーデン
  - コンストファク/国立芸術工芸デザイン大学（ストックホルム）
- アメリカ合衆国
  - マサチューセッツ造形芸術大学（ボストン）
  - スクール・オブ・ヴィジュアルアーツ（ニューヨーク）

#### 学術交流協定締結校
- 中国
  - 西安文理学院（西安）
  - 西北大学（西安）
  - 西安欧亜学院（西安）
  - 北京第二外国語大学（北京）
- 韓国
  - 延世大学校（ソウル）
  - 啓明大学校（テグ）
  - 桂園造形芸術大学（儀旺）
  - 韓国国際大学校（晋州）
  - 韓国伝統文化学校（扶余）
- 台湾
  - 国立台湾芸術大学（新北）
  - 実践大学（台北　高尾）
  - 国立台南芸術大学（台南）
- マレーシア
  - 国立芸術文化遺産アカデミー（クアラルンプール）
- インドネシア
  - インドネシア芸術大学ジョグジャカルタ校（ジョグジャカルタ）
- シンガポール
  - ラサール芸術大学
- イギリス
  - ロンドン芸術大学ロンドン・カレッジ・オブ・ファッション（ロンドン）
- メキシコ
  - モンテレイ大学（モンテレイ）
- アメリカ合衆国
  - パーソンズ・ザ・ニュー・スクール・フォー・デザイン（ニューヨーク）

### 併設校
- 京都芸術デザイン専門学校
- 京都文化日本語学校

### 姉妹校
- 東北芸術工科大学

## 社会との関わり

### 韓国・北朝鮮との関わり
高原キャンパス内には朝鮮民族の詩人・尹東柱がかつて生活した下宿の跡地が存在している。2006年にはその尹東柱の作品『序詩』の詩碑がキャンパス内に設置され、毎年彼の命日には追悼法要が行われている。
創設者である徳山詳直は、尹東柱との「不思議な縁」について度々語っている。詩碑が立つ高原校舎は、京都造形芸術大学発祥の地で、現在の瓜生山キャンパスが建設される以前の本校舎であった。戦後、徳山はかつて下宿があったこの土地を購入したが、尹東柱が生活していたことを知ったのは後のことだった。徳山は1950年に朝鮮戦争にへの反対運動に参加し、戦争で使用される爆弾の搬送を阻止しようとしたため逮捕された。「尹東柱先生が民族独立の闘いの途上で獄死してから5年後、私の闘いは朝鮮との関連で始まった。そして、この地に大学を創立し、芸術を通じて平和を追求している。私の青春がこの地で始まり、人生のすべてになった。運命的なものを感じる」と述べた。彼は尹東柱の精神を顕彰し、詩碑に祈りをささげた。そして、日本の歴史的責任、すなわち植民地支配と戦争加担について言及したうえで、「日本人は朝鮮の統一と世界平和のために闘う義務がある。東アジアの平和と安定、それこそが日本の生きる道だ」と主張した。徳山は朝鮮の大学との提携や学生の交換などにも意欲を示していた。
1986年には、日朝関係史学者で、現在は一般社団法人在日コリアン・マイノリティー人権研究センター (KMJ) 理事長を務める仲尾宏が旧京都短期芸術大学の教授に就任した。その後、2002年からは京都造形芸術大学客員教授を務めている。
また、2001年からは元立憲民主党幹事長、民主党日韓議員交流委員会幹事の福山哲郎が政治学客員教授として就任し、2003年には京都造形芸術大学の母体である学校法人瓜生山学園の理事にも就任している。
2007年には元文部官僚で、学校法人コリア国際学園 (KIS) 理事であるとともに映画評論家の寺脇研が芸術学部映画学科客員教授に就任し、2011年からは同学部マンガ学科客員教授として活動を続けている。
2008年には卒業制作展において北朝鮮を題材とした映像作品が展示され、2019年にはSDGsの実践をテーマとして京都朝鮮中高級学校の学園祭を取材し、執筆活動も行っている。
2011年にはコリア国際学園 (KIS) との間で連携協定が締結され、その調印式が行われた。
2019年2月15日、大学主催の詩人尹東柱追悼会及び交流会が、キャンパス内の詩碑前で開催された。この日は、理事長の徳山豊や学長の尾池和夫をはじめ、在日同胞など関係者ら約80人が参加した。駐大阪大韓民国総領事館の吳泰奎総領事も出席し、「今年は、我が民族が日本の植民地支配に立ち向かい、平和的に自主独立を叫んだ3.1独立運動100周年として、より意味深い」と述べ、「韓日関係が政治的に厳しい時こそ、非暴力、平和、人道主義という共通性を持つ3.1独立運動と尹東柱詩人の精神を振りかえながら、葛藤を乗り越え、友好と協力関係を深めて行きたい」と述べた。

### AKB48との関わり
女性アイドルグループAKB48を立ち上げた音楽プロデューサーの秋元康が2005年に本学の教授に迎えられた後、2007年に副学長に就任した。さらに、大学20周年の校歌を制作し、それを歌唱するAKB48メンバーの衣装を学生が手がけるなど、2013年3月に退任するまで関係が続いた。

### バス停名称
最寄りバス停は「上終町・瓜生山学園 京都芸術大学前（京都市営バス3・5・204系統、京都バス18系統）」である（徒歩0分）。本部棟前の白川通南行きバス停は、京都造形芸術大学の寄付によりバス停としては凝った造りとなっている。なお、一部の系統は東鞍馬口通交差点を挟んだ南側の停留所に停車する。
最寄りのバス停の名称は、2022年3月18日までは「上終町京都造形芸大前」であった。2022年3月19日の京都市営バスおよび京都バスのダイヤ改正により「上終町・瓜生山学園 京都芸術大学前」に変更された。2020年の、大学名の変更に伴い、バス停の名称変更を大学は京都市交通局に要望したが、大学名称を巡り京都市立芸術大学との紛争があったため見送りになっていた。名称問題が2021年7月に和解で決着後、京都市交通局は2021年11月に、京都芸術大学側に最寄りのバス停名を「上終町・瓜生山学園京都芸術大学前」にする意向を伝達した。京都市交通局は2023年に京都市立芸術大学が京都駅近くに移転すれば、最寄りとなるバス停「塩小路高倉」を市立芸大を冠する名前に変える可能性があるためだと強調。「『瓜生山学園』がなければ同じ大学が違う場所にあると誤解される恐れがある」と説明した。これに対し、京都芸術大学は、「瓜生山学園京都芸術大学」という表記は国が認める正式名称ではなく、大学名の前に運営法人の名前を記したバス停が市バスでは他に例がないと困惑。2021年12月には「（新名称は）間違いであるにとどまらず、不自然に長い」「和解で合意した『名称に関して誹謗中傷を行わない』の項目に該当する」などと、“抗議”にも近い通知書を交通局に送ったが、決定は覆らなかった。

### 産学連携のプロジェクト
- D&DEPARTMENT KYOTO by 京都造形芸術大学

2014年にオープンした「D&DEPARTMENT KYOTO by 京都造形芸術大学」ではナガオカケンメイ率いるD&DEPARTMENTとの協業の元、京都のロングライフデザインのリサーチから商品発掘、生産者との出品交渉、売場準備、ギャラリー企画の立案から実行まで、開店にむけた全ての作業が学生とともに進められ、約30坪の和合所を改装した店内では食品や書籍なども含めた約400のアイテムの商品がラインナップされた。
- 株式会社ムービックとの協業プロジェクト

2016年、アニメショップアニメイトのグループ企業、株式会社ムービックとの協業プロジェクトが発表され学内の瓜生館での専門のショップの開店、人間館内にあるギャルリ・オーブで漫画家の天野明の展覧会の開催がアナウンスされた。

### 不祥事・裁判
- 金魚電話ボックス「盗作」裁判

2011年に京都造形芸術大学のウルトラファクトリー（ディレクターはヤノベケンジ）にて京都造形芸大在学生グループ6名らが教授の銅金裕司の指導のもと、電話ボックスに金魚を入れた作品「テレ金」が制作され「おおさかカンヴァス推進事業」の公募に入選。同年10月に大阪市内にて展示へ。
2012年3月、奈良県のイオンモール大和郡山に続き、大和郡山市で開催されたイベントで再展示。同年8月、福島県いわき市の現代美術作家山本伸樹が、自身の作品「メッセージ」に酷似した「テレ金」が昨年に引き続き出品されることに対して、出品停止と内容変更をおおさかカンヴァス事務局に抗議し、大学側は出品を辞退。
2013年3月、地域団体K-Poolにより「第53回 大和郡山お城まつり」で「テレ金2013」が展示され、その終了後に作品の部材が「金魚の会」（大和郡山市）に譲渡される。同年10月に同会により「金魚電話」として展示される。同年12月、山本は「金魚の会」の代表者、及びイベントの実行委員長に著作権の侵害があるとして抗議した。
しかし2016年2月、金魚の会から「金魚電話」の部材を譲り受けた同会元代表（以下K氏）と柳町商店街有志が大和郡山市内に「金魚電話ボックス」として作品を常設展示した以後は逆に山本が「パクリ」であるといった誹謗中傷をうけることもあった。引き続き山本は管理者である柳町商店街側に抗議するが事態は改善しなかった。
2017年2月に円満な解決を目指して大和郡山市の隣町である奈良市在住の作家寮美千子が山本の代理人として商店街理事長と交渉を開始。同年6月、口頭での合意に至り「金魚電話ボックス」は、山本の「メッセージ」が原作であることを明記し、作品を修正（緑色の電話機に交換するなど）した上で公認作品として再スタートをきることになった（費用はすべて山本がもつこととした）。しかし実際は8月に仮の説明板を一時的に設置したのみで、10月に柳町商店街が一方的に合意を破棄し説明板を撤去した。そこで山本は大和郡山市に仲裁を求め代理人が市長、副市長と面会。市は商店街とも交渉し山本と双方協定書を示したが不調に終わった。
2018年4月、商店街側は作品を撤去しつつ「山本の著作権は侵害していない」「裁判になったら断固として戦う」と主張。同年9月、山本は商店街他に訴訟を提起。「金魚電話ボックス」(訴状では被告作品として紹介され、テレ金、金魚電話も経緯説明で表記あり)が自身の作品の著作権を侵害したとして、2014年から2018年まで市内に展示した商店街側に330万円の損害賠償などを求め訴訟を起こした。
京都造形芸大側は「当時1年生であった6名は平成4年（1992年）前後の生まれであり、山本氏が発表された1998年の作品を、先行作品のリサーチにおいても気づいておらず「依拠性（著作権侵害）」という点では、参照できる状態ではなかった」とし、「もちろん、先行作品のリサーチでそこに及ばなかったことへの指導上の課題、主張の客観性という点でのご意見はあるかと思います」とした上で、指摘されている海外も含めた他の作品と「本質的な特徴の同一性」を有するとは言い難いとした。
2019年の一審判決は、山本作品を「発想はアイデアにとどまり、著作権保護の対象とならない」とした。しかし、2020年1月14日に大阪高裁にて控訴審判決がされた。高裁判決は、受話器から気泡を出す表現について、「音声を通すための受話器に空気を通し、気泡を出すことによって通話を想起させる表現は創作性があり、作品全体が著作物と認められる」と判断。類似の作品をつくった商店街側の著作権侵害を認定、山田陽三裁判長は著作権侵害を認定し、山本の訴えを退けた一審・奈良地裁判決を変更し、商店街側に計55万円の支払いなどを命じた。判決によると、組合側は山本が2010年に発表した作品と表現面で同一性のあるオブジェを設置し、著作権や人格権を侵害したとした。
判決後、大阪市内で記者会見した山本は「（著作権侵害の）1つのガイドラインを示せた。完全勝訴でほっとしている」、「作家として、作品の著作物性を認めてほしいと起こした裁判だった。ほぼ全面的に私の主張を認めて頂いた完全勝訴。今後もこの作品を色々な形で展開していきたい」と話した。一方、商店街組合側は「上告の有無を含め、対応は今後調整する」とコメントした。
- 名称変更による問題

京都造形芸術大学が「京都芸術大学」に改称すると発表したことを受け、これまで通称として「京都芸大」「京芸」を用いてきた京都市立芸術大学は名称の混同を危惧し、2019年9月2日に大阪地方裁判所で訴訟を提起した。また、京都造形芸術大学関係者の側からも「京都芸術大学」への名称変更についての反対署名が行われた。
2020年8月27日、大阪地方裁判所は京都市立芸術大学側の訴えを退けたが、京都市立芸術大学はこれを不服として大阪高裁に控訴。2021年3月に結審したが、3月4日の口頭弁論終結後に裁判所から和解打診があり、裁判所の仲介によって瓜生山学園と京都市立芸術大学両者の和解が2021年7月20日に成立した。この和解により、学校法人瓜生山学園は「京都芸術大学」の通称または略称として「京都芸大」「京芸」を使用せず、京都市立芸術大学は今後も「京都芸大」「京芸」を通称・略称として使用できるという合意が成立した。すなわち、瓜生山学園は略称使用について譲歩することで、「京都芸術大学」への改称について合意を得たものである。
- ヌード講座による「セクハラ」裁判

京都造形芸術大学は社会人向けに公開講座を提供しており、2018年4月から6月にかけて、「人はなぜヌードを描くのか、見たいのか。」と題した全5回のオムニバス講座を外苑キャンパスにて開いた。その際、ある講師が自らが自慰行為に及ぶ様子を後ろから撮影した動画を上映した。また、講師の1人であった会田誠は、涙を流した少女がレイプされている絵や、ゴキブリと性行為をする女性、四肢切断されて犬の格好をしている女性の絵を巨大スクリーンで映した。提訴した女性によると、会田は遅刻したうえに酔ってロレツも回らず（これに関しては会田はTwitterにて否定している）、下ネタを連呼したと語った。女性は講義で会田が語った「自分が学生のときに来た美術モデルをズリネタにオナニーした」との発言を冒とくと受け取った。女性はすぐに大学のセクハラ対策窓口に苦情のメールを送ったが、その後の第5回の講師の写真家・鷹野隆大は無修整の男性器の写真を何枚も大画面に映した。女性は弁護士を交え、大学側に対策の徹底を求めた。
大学側は同年7月、「会田講師の言動に性的で配慮に欠けるものがあった」、「投影した女性の写真の乳首に描かれた富士山にペンライトを当ててつついたりした」などセクハラの事実は認める等といった、環境型セクハラについて対策が不十分だったと認める内容の調査報告書をまとめ示談にあたった。しかし、そのあとの話し合いにて、大学側が示談にあたって「お互い関わり合いを持つことをやめる」ことを要望し、交渉は決裂した。特に、大学側が和解条項に「学生としても仕事としても今後、大学にかかわらないこと」と女性の排除を盛り込もうとしたことが溝を深めた。京都造形芸術大学で、わいせつな言動や作品を実際に提示した講師は訴えられていない。女性は、大学側が被害相談した学生側を排除し、著名人である加害者を守ろうとする対応を問題視した。さらに女性は「大学の授業に参加したことで大学から排除されるのは本末転倒。大学の同窓会への出席さえ制限しようとした。」と語った。
2019年2月22日、女性は講師の芸術家によるセクハラ言動および提示された作品が性的で精神的苦痛（適応障害と診断されている）を受けたとして、講座を主催した大学に対し、慰謝料などを求めて東京地裁に提訴した。代理人の弁護士は「大学は、セクハラ禁止のガイドラインをもうけており、公開講座を運営するにあたっても、セクハラ対策をすべきだった。作家の作品の是非や、セクハラ言動そのものでなく、そうした環境を作り出したことに問題があった。」と述べた。講座の運営方法や告知の仕方、その後の対応について責任を追及していくとした。
2020年12月4日、東京地裁は学校法人に対し約34万円の支払いを命じた。地裁は、映し出された一部について、違法なわいせつ作品に当たると判断した。受講生は、わいせつ作品が講座の中で紹介されるとは予測できなかったとした。法人側は、講座の受講を大学の単位として認定する制度を設けており、受講生はこの制度の活用を希望していたが、遅刻や早退をせずに講座の全回に出席する必要があった。法人側は「受講者は自由に退席できた」と主張したが、パンフレットに印字されている項目上では受講中に使用される作品の確認ができない為、判決は「講座のパンフレットでは、遅刻や早退をせずに全講座を受講することなどが修了条件とされていた」と指摘した。その上で、「受講者が強い嫌悪感や羞恥心を感じることは予見できたはずだ」と述べ、京都造形芸術大学の責任を認定した。こうした事情を踏まえ、地裁は、受講生がわいせつ作品の視聴を強要されたと認定。法人側は、わいせつ性や性暴力性のある作品が紹介されることや、途中退室や早退が可能であることを事前に告知する義務があったと判断した。